# Club Deportivo Guabirá
El Club Deportivo Guabirá és un club de futbol bolivià de la ciutat de Montero.
El club va ser fundat el 14 d'abril de 1962.

## Palmarès
- Campionat bolivià de futbol:[5]
  - 1975

- Copa Simón Bolívar (segona divisió):[6]
  - 2007, 2009

- Copa Aerosur del Sur: 
  - 2010